# 月亮泡水库
月亮泡水库位于中国吉林省白城市下辖的镇赉县与大安市之间，是以防洪、灌溉为主，兼有发电、供水、养殖等功能的大（一）型水库。
月亮泡水库位于洮儿河下游，距其汇入嫩江的河口仅数百米，当汛期嫩江水位升高时，可将洪水反向引入库中，起到滞洪水库的作用。如2003年汛期即引蓄嫩江洪水4.6亿立方米。故其集水面积包括洮儿河的3.13万平方千米与嫩江16万平方千米。 嫩江年均入库流量2.7亿立方米，洮儿河年均入库流量0.37亿立方米。
1976年筑堤，天然湖泊变成大型人工水库。1998年松花江特大洪水后，由于哈尔滨城市防洪标准由100年一遇提高至200年一遇，也由于月亮泡围湖土堤标准、质量远远低于国家对水库大坝的规范要求，吉林省水利厅与国家防总和松辽委协调，对月亮泡不再按大型水库运行调度，将其及周边600多平方公里区域改为嫩江和洮儿河的蓄滞洪区，工程规模不变，对现有工程进行整修加固和配套，全面提高防洪标准。月亮泡改建工程与嫩江整治工程结合起来一道进行，其容量控制在12亿立方米以内。 
月亮泡水库汛限水位131.00米，坝顶高程134.20米。
月亮泡嫩江回水堤总长23.5公里，其中险段达14公里。